# Rudi Dornbusch
Rudiger "Rudi" Dornbusch (Krefeld, 8 de junho de 1942 — Washington, D.C., 25 de julho de 2002) foi um economista alemão e americano.

## Biografia
Dornbusch graduou-se na Universidade de Genebra e tornou-se Ph.D. na Universidade de Chicago em 1971. Passou a maior parte de sua carreira ensinando no MIT Sloan School of Management e no departamento de economia do MIT. Anteriormente, trabalhou na Universidade de Rochester e na Universidade de Chicago. 
Seu maior talento era trabalhar sobre determinados problemas e torná-los facilmente compreensíveis. Por exemplo, explicou flutuações de preços e de taxas de câmbio de forma muito clara (principalmente usando o modelo de Overshooting). Antecipou a tradição novo-keynesiana, marcada pelos artigos de Fischer e Taylor, ao desenvolver o modelo de ultrapassagem (overshooting). Segundo Dornbusch, dada uma alteração no mercado cambial, como os preços dos bens ajustavam-se mais lentamente - devido a rigidezes - que o do mercado de títulos, haveria diferenças entre ambos os mercados. Escreveu um livro de macroeconomia junto com Stanley Fischer, direcionado para graduandos em economia. 
Morreu aos sessenta anos de idade de câncer.

## Publicações
- Macroeconomics, McGraw-Hill, Nova York, 1990 (com S. Fischer) 5th ed.
- International Economic Policy: Theory and Evidence, Johns Hopkins University Press, (ed. com J. A. Frenkel.)
- Open Economy Macroeconomics, Basic Books, Nova York, 1980.
- Inflation, Debt and Indexation, MIT Press, 1983. (ed. com M. H. Simonsen.)
- Financial Policies and the World Capital Market, University of Chicago Press, 1983. (ed. com P. Aspe e M. Obstfeld.)
- Economics, McGraw-Hill, Nova York, 1987, 2a. ed. (com S. Fischer e R. Schmalensee)
- Restoring Europe's Prosperity, (com O. Blanchard e R. Layard) MIT Press, 1986.
- Dollars, Debts and Deficits, MIT Press, 1987.
- Macroeconomics and Finance, (Ensaios em homenagem a Franco Modigliani) MIT Press, 1987, (Ed. com S. Fischer)
- The Political Economy of Argentina, 1946–83, Macmillan, 1988. (ed. com G. diTella)
- Exchange Rates and Inflation MIT Press, 1988.
- Stopping High Inflation (ed. com M. Bruno, G. diTella and S. Fischer), MIT Press, 1988.
- The Open Economy: Tools for Policy Makers in Developing Countries (ed. com Leslie Helmers) Oxford University Press, 1988.
- Public Debt Management: Theory and History (ed. com Mario Draghi) Cambridge University Press, 1990.
- Reform in Eastern Europe (em conjunto com O. Blanchard et al.) MIT Press, 1991.
- Global Warming: Economic Policy Responses (ed. com J. Poterba) MIT Press, 1991.
- The Macroeconomics of Populism in Latin America (ed. com S. Edwards). MIT Press, 1991.
- East–West Migration (com Layard, Blanchard, and Krugman) MIT Press, 1992.
- Postwar Economic Reconstruction and Lessons for the East Today (ed. com W. Nolling e R. Layard) MIT Press, 1993
- Stabilization, Debt, and Reform: Policy Analysis For Developing Countries, Prentice Hall, 1993.
- Reform, Recovery and Growth (ed. with S. Edwards) University of Chicago Press, 1994.
- Financial Opening: Policy Lessons for Korea, (ed. com Y. C. Park), Korea Institute of Finance, International Center For Economics Growth, 1995.
- Keys to Prosperity: Free Markets, Sound Money, and a Bit of Luck, MIT Press, 2000.